# جيري ماكينا
جيري ماكينا هو سياسي بريطاني، ولد في 10 ديسمبر 1953.